# حمام الملاطيلي (فلم)
حمام الملاطيلي فيلم روائي مصري من تأليف محسن زايد، ومن إخراج صلاح أبو سيف، تم إنتاج الفيلم سنة 1973، وهو من بطولة محمد العربي، ويوسف شعبان، وشمس البارودي.

## قصة الفيلم
يحكي الفيلم قصة شاب مهجر من الإسماعيلية ويقيم مع أسرته في الشرقية يأتي إلى القاهرة من أجل الحصول على وظيفة ولاستكمال تعليمه بكلية الحقوق ولكنه يتعثر في كلاهما ويسكن في «حمام الملاطيلي» بسبب انخفاض أجرة المبيت فيه، يحب الشاب فتاة ليل هاربة وتحبه ثم تحاول التوبة، إلا أن عمها وابنه يقومون بقتلها انتقاما لشرفهم.

## روابط خارجية
- حمام الملاطيلي على موقع IMDb (الإنجليزية)
- حمام الملاطيلي على موقع الدهليز
- حمام الملاطيلي على موقع قاعدة بيانات الأفلام العربية
- حمام الملاطيلي على موقع قاعدة بيانات الفيلم (الإنجليزية)
- حمام الملاطيلي على موقع ليتربوكسد (الإنجليزية)
- حمام الملاطيلي على موقع كينوبويسك (الروسية)